# Normandie Horse Show
 (mars 2016).
Si vous disposez d'ouvrages ou d'articles de référence ou si vous connaissez des sites web de qualité traitant du thème abordé ici, merci de compléter l'article en donnant les références utiles à sa vérifiabilité et en les liant à la section « Notes et références ».

Logo du Normandie Horse Show

Le Normandie Horse Show est un évènement annuel qui a lieu dans la ville de Saint-Lô durant le mois d'août sur une durée de dix jours. Il est situé au Pôle Hippique et accueille différentes pratiques pendant toute la durée du spectacle équestre.

## Historique
L'évènement a été créé en 1987 et était au début seulement tourné vers le saut d'obstacle. Aujourd'hui, c'est un spectacle pluridisciplinaire qui regroupe de multiples prestations avec l'élevage, le horse ball ou l'attelage.
Cette manifestation est soutenue par Saint-Lô Agglo, la ville de Saint-Lô, la FFE, mais aussi par des associations équestres, le Conseil général de la Manche et le Conseil régional de la Normandie.
L'édition 2015 du NHS accueillait 1000 chevaux pour 5000 participants de 15 nations.